# Florencia de Mora Pizarro
Florencia de Mora Pizarro y Escobar de Sandoval (¿Trujillo o Huamachuco?, Gobernación de Nueva Castilla, c. 1536-
Trujillo, Virreinato del Perú, 6 de octubre de 1596)  fue una filántropa y encomendera de ascendencia española nacida en el Perú colonial.

## Infancia y juventud
Florencia de Mora Pizarro da su nacimiento en la ciudad de Trujillo o Huamachuco. Existen dudas acerca de la fecha exacta de su nacimiento pero se estima alrededor de 1536 aproximadamente.
Fue hija del capitán Diego de Mora y Ana Pizarro Valverde a su vez de ser sobrina del marqués Francisco Pizarro, por las cuales todas sus raíces provienen de Trujillo de Extremadura, España. Después de la muerte de su tío producto de las guerras civiles entre los conquistadores, la familia Mora-Pizarro tuvo que mudarse (o quedarse viviendo) a la reciente fundada ciudad de Trujillo en el actual Perú.

## Años en Trujillo y filantropía
A los 17 años Florencia se casó con Juan de Sandoval y fueron posiblemente la familia más poderosa de Trujillo y encomenderos de Huamachuco, además fundaron numerosos censos a favor de los indios.
Fue una de las cuatro mujeres encomenderas entre 60 000 encomenderos existentes. A su cargo tuvo las encomiendas de Huamachuco y Puno, a los que se les suman los trabajadores del textil de Tulpo y Sinsicopa, en total tuvo a más de 14 000 encomendados originarios de Perú, de estos entorno 2 400 le abonaban un impuesto.
También junto a su esposo donaron el terreno donde se fundaría el Hospital Belén (en esas épocas Hospital Santiago) de la ciudad de Trujillo en 1551. Luego daría a luz a su único hijo, que fallecería a los dos años de edad.
Aparte de ello hizo contribuciones al monasterio de las monjas clarisas, otorgando dotes a las novicias y mediante la donación de las tierras de Collambay al convento de esta orden. Libró de pagar las tasas tributarias a un total de siete pubelos de Perú. Organizó una institución caritativa con la que ayudó al sostenimiento de las familias indígenas más desfavorecidas. Y por toda esta labor social se le conoció como la Orquídea de América.

## Muerte y entierro
En los últimos años de su vida pidió en su testamento ser enterrada junto a los de su esposo en la cripta de la Iglesia San Agustín y ataviada con el hábito de la Inmaculada Concepción. Además de repartir sus bienes entre sus familiares, indígenas, conventos y al Hospital de la Caridad de Lima.
Finalmente falleció en Trujillo el 6 de octubre de 1596 a los sesenta y tres años a causa de hemiplejia.

## Legado
El 23 de septiembre de 1985, durante el primer gobierno de Alan García, se creó el distrito de Florencia de Mora en la provincia de Trujillo en Perú que anteriormente estuvo unido al distrito de El Porvenir  en su homenaje por el Decreto Ley N° 24316. El auditorio Florencia de Mora Pizarro y Escobar de Sandoval lleva su nombre.